# Ignacio González González
Jaime Ignacio González González (ur. 19 października 1960 w Madrycie) – hiszpański polityk i prawnik, wiceminister w rządzie hiszpańskim, prezydent Wspólnoty Madrytu (2012–2015).

## Życiorys
Ukończył studia prawnicze na Uniwersytecie Autonomicznym w Madrycie. Zawodowo związany z administracją publiczną i partyjną w ramach Partii Ludowej. Po objęciu urzędu premiera przez José Aznara był kolejno podsekretarzem stanu w Ministerstwie Edukacji, Kultury i Sportu (1996–1999), następnie sekretarzem stanu w Ministerstwie Administracji Publicznej (1999–2002) oraz pełnomocnikiem rządu ds. cudzoziemców i imigracji (2002–2003).
W 2003, po objęciu urzędu prezydenta Wspólnoty Madrytu przez Esperanzę Aguirre, został powołany na jej zastępcę, odpowiedzialnego również za regionalną kulturę i sport. W 2007 objął mandat posła do madryckiego parlamentu, a w 2011 stanowisko sekretarza generalnego Partii Ludowej w regionie. W 2012, po rezygnacji z urzędu złożonej przez Esperanzę Aguirre, został wybrany na nowego prezydenta regionu. Po wyborach regionalnych w 2015 zastąpiła go również związana z PP Cristina Cifuentes.
W 2017 został tymczasowo aresztowany w związku z zarzutami korupcyjnymi.

## Życie prywatne
Ignacio González González jest żonaty, ma troje dzieci.